# 노바룹타산
노바룹타산(Novarupta Volcano)은 알래스카의 알류산산맥에 있는 대형 화산으로, 성층 화산이다. 노바럽타라고도 한다. 1912년 대폭발하여 20세기에서는 가장 강력한 화산 폭발이었다. 이 화산은 칼데라를 가지고 있다. 왜냐하면, 1912년에 대폭발을 했기 때문이다. 지금은 분화를 멈춘 상태이지만, 언제 또 폭발할지 모른다. 칼데라는 카트마이 산에 있다. 지금은 용암 돔처럼 되어 있으며, 높이는 841m이다.

## 1912년의 분화
1912년 6월 6일에 발생하였다. 지수 6의 거대한 폭발로, 20세기에서 역사상 가장 큰 분화 중 하나에 속한다. 대량의 용암과 화산재가 발생하였으며, 카트마이 산에서는 칼데라가 생겼다. 그리고 그 옆쪽에 생긴 작은 용암 돔이 지금의 노바룹타 산이라고 한다. 당시 분출된 분출물의 양은 15km3에 해당하며, 이는 1980년 세인트헬렌스산 분화의 15배에 해당하는 양이라고 한다. 1991년의 피나투보 산은 11km3의 화산재를 분출하였다.

## 같이 보기
- 파리쿠틴산